# Zabalza de Ibargoiti
Zabalza de Ibargoiti (en euskera Zabaltza o  Zabaltza Ibargoiti, en variedad local Ibarzabaltza) es una entidad de población española del municipio de Ibargoiti, perteneciente a la Comunidad Foral de Navarra. En 2023, la entidad singular de población tenía empadronados tres habitantes.